# Heinrich Cosel
Heinrich Cosel auch: Henricius Coselius de Pezlinovez (* 3. Mai 1616 in Prag; † 17. April 1657 in Wittenberg) war ein böhmischer Rechtswissenschaftler.

## Leben
Cosel war der Sohn des gleichnamigen Prager Ratsherrn und Syndicus und dessen Frau Ludmilla von Oskorsching, die Tochter des Johannes Hrischkli von Oskorsching. Bereits sein Großvater Johannes Cosel von Perzlinovez gehörte zum böhmischen Adel und hatte sich mit Martha von Olterschik, die Tochter des Prager Bürgers Georgi von Olterschik verheiratet. Nach dem Prager Blutsonntag gehörte Cosel zu jenen, die aus Böhmen vor den Verfolgungen der katholischen Gegenreformation flüchteten. Er fand im sächsischen Pirna eine neue Heimat. Am 16. Juli 1633 begann Cosel ein Studium der philosophischen Wissenschaften an der Universität Wittenberg und wendete sich danach dem Studium der Rechte zu. Hierzu besuchte er Universitäten und Städte in den spanischen Niederlanden.
Über Hamburg kehrte er 1639 nach Wittenberg zurück. Hier erwarb er sich am 25. Januar 1646 das Lizentiat der Rechte und wurde am 3. Februar 1646 zum Doktor der Rechte promoviert. 1647 erhielt er die Stelle eines Hofgerichtsadvokaten und wurde Assessor an der Wittenberger Juristenfakultät. 1649 erhielt er die juristische publicus Professur und wurde damit verbunden Assessor am Wittenberger Schöppenstuhl. 1652 übernahm er die Professur der Institutionen und 1654 wurde er Pandektenprofessor der Digestum Novum s. Infortiatum. Zudem beteiligte sich Cosel auch an den organisatorischen Aufgaben der Leucorea. So war er Dekan der Rechtsfakultät und im Sommersemester 1655 Rektor der Alma Mater. Seine Wirksamkeit währte jedoch nicht lange, da er im Alter von fast 41 Jahren verstarb.
Cosel verheiratete sich am 3. Februar 1646 in Wittenberg mit Elisabeth Buchner, die Tochter des Wittenberger Professors August Buchner. Aus der Ehe kennt man die Kinder Johann Heinrich Cosel, Maria Elisabeth Cosel, August Cosel und Anna Katharina Cosel. Sein gleichnamiger Sohn wurde ebenfalls Jurist.

## Werke
Cosel ist in einigen Arbeiten der Wittenberger Hochschule vor allem als Präses zu finden. Von seinen eigenen Werken kennt man:
- Dissertatio iuridica de testamentis. (Resp. Johannes Schultz) Röhner, Wittenberg 1648. (Digitalisat)
- Disputatio Inauguralis De Successionibus Legitimis Earumque Iure. (Resp. Isaac Leickher) Röhner, Wittenberg 1650. (Digitalisat)
- Disputatio Inauguralis De Retractu. (Respondent DAvid Cichorius Heuerschwerda) Ficel, Wittenberg 1650. (Digitalisat)
- Dissertatio de comitiis Imperii Romano-Germanici. (Resp. Caspar Geelhaar) Röhner, Wittenberg 1652. (Digitalisat)
- Disputatio Iuridica De Furtis. (Resp. Nicolaus Honholtz) Röhner, Wittenberg 1652. (Digitalisat)
- Actionis finium regundorum delibatio. (Resp. Johannes Fridericus Rhetius) Röhner, Wittenberg 1653. (Digitalisat)
- Disputatio de Electoribus Imperii Romano-Germanicici. (Resp. Christophorus von Heidebreck) Röhner, Wittenberg 1653. (Digitalisat)
- De Donationibus. (Resp. Johannes Hintzius) Röhner, Wittenberg 1654. (Digitalisat)
- Disputatio Iuridico-Politica De Iurisdictione Ecclesiastica. (Resp. Georg Marsman) Röhner, Wittenberg 1654. (Digitalisat)
- De Nullitate Sententiae. (Resp. Caspar Ewald Massow) Röhner, Wittenberg 1654. (Digitalisat)
- Tractatio juridica. L. Unic. C. Ne quis in causa sua iudicet, vel sibi jus dicat. (Resp. Joachim Wolff) Röhner, Wittenberg 1656. (Digitalisat)
- Disputatio Iuridica De Parricidio. (Resp. Johann Carolus Justus) Fincel, Wittenberg 1656. (Digitalisat)